# Bryan Ward-Perkins
Bryan Ward-Perkins (Rome) is een archeoloog en historicus die gespecialiseerd is in het laat-Romeinse Rijk en het begin van de middeleeuwen, met een bijzondere aandacht voor de overgangsperiode tussen deze twee tijdperken, een historisch deelgebied dat ook wel bekendstaat als de late oudheid. Zijn gepubliceerde werk is vooral gericht op de stedelijke en economische geschiedenis van het Middellandse Zeegebied en  het westen van Europa tijdens de Late Oudheid.
Hij is een zoon van historicus John Bryan Ward-Perkins. Hij is geboren en getogen in Rome en is op dit moment een Fellow van Trinity College, een van de colleges van de universiteit van Oxford.
Zijn boek uit 2005 The Fall of Rome and the End of Civilization, bevat uitspraken over wat hij zag als een over-correctie in de aanpak van de moderne geschiedschrijving van de laat-Romeinse geschiedenis. Met behulp van voornamelijk archeologisch bewijs vecht Ward-Perkins het naar wat hij zegt "modieuze" idee aan, dat het West-Romeinse Rijk niet gevallen is, maar in plaats daarvan een vooral goedaardige transformatie heeft doorgemaakt tot de christelijke koninkrijken van het middeleeuwse Europa. In zijn contrasterende visie was "de komst van de Germaanse volken zeer onaangenaam voor de Romeinse bevolking en waren de langetermijneffecten van de ontbinding van het Romeinse rijk dramatisch."

## Geselecteerde bibliografie
- 1984: From Classical Antiquity to the Middle Ages: urban public building in Northern and Central Italy AD 300-850 . Oxford: Clarendon Press ISBN 0-19-821898-2
- 1998: "The Cities", in The Cambridge Ancient History, Vol. XIII: 337-425
- 2000: "Why Did The Anglo-Saxons not Become More British?" (English Historical Review, juni 2000)
- 2001: The Cambridge Ancient History, Vol. XIV: 425-600 (redactie met Averil Cameron en Michael Whitby). Cambridge University Press
- 2005: The Fall of Rome and the End of Civilization. Oxford: Oxford University Press ISBN 0-19-280564-9